# Gložane (Svilajnac)
Pour les articles homonymes, voir Gložane.
Gložane (en serbe cyrillique : Гложане) est un village de Serbie situé dans la municipalité de Svilajnac, district de Pomoravlje. Au recensement de 2011, il comptait 856 habitants.

## Démographie

### Évolution historique de la population
| 1948  | 1953  | 1961  | 1971  | 1981  | 1991  | 2002  | 2011 |
| ----- | ----- | ----- | ----- | ----- | ----- | ----- | ---- |
| 1 911 | 1 944 | 1 814 | 1 732 | 1 630 | 1 427 | 1 017 | 856  |

|  |